# Alemania Oriental en los Juegos Olímpicos de Moscú 1980
Alemania Oriental estuvo representada en los Juegos Olímpicos de Moscú 1980 por un total de 346 deportistas que compitieron en 17 deportes.  
La portadora de la bandera en la ceremonia de apertura fue la jugadora de balonmano Kristina Richter.

## Medallistas
El equipo olímpico de Alemania Oriental obtuvo las siguientes medallas:
| Nombre | Deporte            | Competición                       |
| --- | ------------------ | --------------------------------- |
| Oro |                    |                                   |
| Thomas Munkelt | Atletismo          | 110 m vallas M                    |
| Volker Beck | Atletismo          | 400 m vallas M                    |
| Waldemar Cierpinski | Atletismo          | Maratón M                         |
| Hartwig Gauder | Atletismo          | 50 km marcha M                    |
| Lutz Dombrowski | Atletismo          | Salto de longitud M               |
| Gerd Wessig | Atletismo          | Salto de altura M                 |
| Bärbel Wöckel | Atletismo          | 200 m F                           |
| Marita Koch | Atletismo          | 400 m F                           |
| Romy Müller Bärbel Wöckel Ingrid Auerswald Marlies Göhr                                                                                 | Atletismo          | 4 × 100 m F                       |
| Ilona Schoknecht-Slupianek | Atletismo          | Peso F                            |
| Evelin Jahl | Atletismo          | Disco F                           |
| Equipo | Balonmano          | Torneo M                          |
| Rudi Fink | Boxeo              | Pluma (57 kg) M                   |
| Lutz Heßlich | Ciclismo en pista  | Velocidad ind. M                  |
| Lothar Thoms | Ciclismo en pista  | 1 km contrarreloj M               |
| Roland Brückner | Gimnasia artística | Suelo M                           |
| Maxi Gnauck | Gimnasia artística | Asimétricas F                     |
| Dietmar Lorenz | Judo               | Categoría abierta M               |
| Jörg Woithe | Natación           | 100 m libre M                     |
| Barbara Krause | Natación           | 100 m libre F                     |
| Barbara Krause | Natación           | 200 m libre F                     |
| Ines Diers | Natación           | 400 m libre F                     |
| Rica Reinisch | Natación           | 100 m espalda F                   |
| Rica Reinisch | Natación           | 200 m espalda F                   |
| Ute Geweniger | Natación           | 100 m braza F                     |
| Caren Metschuck | Natación           | 100 m mariposa F                  |
| Ines Geißler | Natación           | 200 m mariposa F                  |
| Petra Schneider | Natación           | 400 m estilos F                   |
| Barbara Krause Caren Metschuck Ines Diers Sarina Hülsenbeck                                                                             | Natación           | 4 × 100 m libre F                 |
| Rica Reinisch Ute Geweniger Andrea Pollack Caren Metschuck                                                                              | Natación           | 4 × 100 m estilos F               |
| Rüdiger Helm | Piragüismo         | K1 1000 m M                       |
| Rüdiger Helm Bernd Olbricht Harald Marg Bernd Duvigneau                                                                                 | Piragüismo         | K4 1000 m M                       |
| Birgit Fischer | Piragüismo         | K1 500 m F                        |
| Carsta Genäuß Martina Bischof | Piragüismo         | K2 500 m F                        |
| Joachim Dreifke Klaus Kröppelien | Remo               | Doble scull (M2x) M               |
| Frank Dundr Carsten Bunk Uwe Heppner Martin Winter                                                                                      | Remo               | Cuatro scull (M4x) M              |
| Jörg Landvoigt Bernd Landvoigt | Remo               | Dos sin timonel (M2-) M           |
| Harald Jährling Friedrich-Wilhelm Ulrich Georg Spohr (t)                                                                                | Remo               | Dos con timonel (M2+) M           |
| Siegfried Brietzke Andreas Decker Stefan Semmler Jürgen Thiele                                                                          | Remo               | Cuatro sin timonel (M4-) M        |
| Dieter Wendisch Walter Dießner Ullrich Dießner Gottfried Döhn Andreas Gregor (t)                                                        | Remo               | Cuatro con timonel (M4+) M        |
| Bernd Krauß Hans-Peter Koppe Ulrich Kons Jörg Friedrich Jens Doberschütz Ulrich Karnatz Uwe Dühring Bernd Höing Klaus-Dieter Ludwig (t) | Remo               | Ocho con timonel (M8+) M          |
| Sybille Reinhardt Jutta Ploch Jutta Lau Roswietha Zobelt Gisela Medefindt (R) Liane Buhr (t)                                            | Remo               | Cuatro scull con timonel (W4x+) F |
| Ute Steindorf Cornelia Klier | Remo               | Dos sin timonel (W2-) F           |
| Ramona Kapheim Silvia Frohlich Angelika Noack Romy Saalfeld Kirsten Wenzel (t)                                                          | Remo               | Cuatro con timonel (W4+) F        |
| Martina Boesler Christiane Knetsch Gabriele Lohs Karin Metze Kersten Neisser Ilona Richter Marita Sandig Birgit Schütz Marina Wilke (t) | Remo               | Ocho con timonel (W8+) F          |
| Falk Hoffmann | Saltos             | Plataforma 10 m M                 |
| Martina Jäschke | Saltos             | Plataforma 10 m M                 |
| Plata |                    |                                   |
| Jürgen Straub | Atletismo          | 1500 m M                          |
| Klaus Thiele Andreas Knebel Frank Schaffer Volker Beck                                                                                  | Atletismo          | 4 × 400 m M                       |
| Frank Paschek | Atletismo          | Salto de longitud M               |
| Marlies Göhr | Atletismo          | 100 m F                           |
| Christiane Wartenberg | Atletismo          | 1500 m F                          |
| Johanna Schaller-Klier | Atletismo          | 100 m vallas F                    |
| Barbara Krug Gabriele Löwe Christina Lathan Marita Koch                                                                                 | Atletismo          | 4 × 400 m F                       |
| Brigitte Wujak | Atletismo          | Salto de longitud F               |
| Gerald Mortag Uwe Unterwalder Matthias Wiegand Volker Winkler                                                                           | Ciclismo en pista  | Persecución por eqs. M            |
| Falk Boden Bernd Drogan Olaf Ludwig Hans-Joachim Hartnick                                                                               | Ciclismo en ruta   | Contrarreloj por eqs. M           |
| Equipo | Fútbol             | Torneo M                          |
| Ralf-Peter Hemmann Lutz Hoffmann Lutz Mack Michael Nikolay Andreas Bronst Roland Brückner                                               | Gimnasia artística | Concurso completo por eqs. M      |
| Maxi Gnauck | Gimnasia artística | Concurso completo ind. F          |
| Steffi Kraker | Gimnasia artística | Salto de potro F                  |
| Joachim Kunz | Halterofilia       | 67,5 kg M                         |
| Jürgen Heuser | Halterofilia       | +110 kg M                         |
| Uwe Neupert | Lucha libre        | 90 kg M                           |
| Roger Pyttel | Natación           | 100 m mariposa M                  |
| Frank Pfütze Jörg Woithe Detlev Grabs Rainer Strohbach                                                                                  | Natación           | 4 × 200 m libre M                 |
| Caren Metschuck | Natación           | 100 m libre F                     |
| Ines Diers | Natación           | 200 m libre F                     |
| Petra Schneider | Natación           | 400 m libre F                     |
| Ines Diers | Natación           | 800 m libre F                     |
| Ina Kleber | Natación           | 100 m espalda F                   |
| Cornelia Polit | Natación           | 200 m espalda F                   |
| Andrea Pollack | Natación           | 100 m mariposa F                  |
| Sybille Schönrock | Natación           | 200 m mariposa F                  |
| Olaf Heukrodt Uwe Madeja | Piragüismo         | C2 1000 m M                       |
| Cornelia Linse Heidi Westphal | Remo               | Doble scull (W2x) F               |
| Martina Pröeber | Saltos             | Trampolín 3 m F                   |
| Jürgen Wiefel | Tiro               | Pistola rápida de fuego 25 m M    |
| Harald Vollmar | Tiro               | Pistola 50 m M                    |
| Hellfried Heilfort | Tiro               | Rifle en posición tendida 50 m M  |
| Bernd Hartstein | Tiro               | Rifle en tres posiciones 50 m M   |
| Thomas Pfeffer | Tiro               | Blanco móvil 50 m M               |
| Jörn Borowski Egbert Swensson | Vela               | 470 M                             |
| Equipo | Voleibol           | Torneo F                          |
| Bronce |                    |                                   |
| Frank Schaffer | Atletismo          | 400 m M                           |
| Roland Wieser | Atletismo          | 20 km marcha M                    |
| Jörg Freimuth | Atletismo          | Salto de altura M                 |
| Udo Beyer | Atletismo          | Peso M                            |
| Wolfgang Hanisch | Atletismo          | Jabalina M                        |
| Ingrid Auerswald | Atletismo          | 100 m F                           |
| Christina Lathan | Atletismo          | 400 m F                           |
| Jutta Kirst | Atletismo          | Salto de altura F                 |
| Margitta Droese-Pufe | Atletismo          | Peso F                            |
| Ute Hommola | Atletismo          | Jabalina F                        |
| Equipo | Balonmano          | Torneo F                          |
| Richard Nowakowski | Boxeo              | Ligero (60 kg) M                  |
| Karl-Heinz Krüger | Boxeo              | Wélter (67 kg) M                  |
| Detlef Kästner | Boxeo              | Superwélter (71 kg) M             |
| Herbert Bauch | Boxeo              | Semipesado (81 kg) M              |
| Jürgen Fanghänel | Boxeo              | Pesado (+81 kg) M                 |
| Michael Nikolay | Gimnasia artística | Caballo con arcos M               |
| Roland Brückner | Gimnasia artística | Salto de potro M                  |
| Roland Brückner | Gimnasia artística | Paralelas M                       |
| Maxi Gnauck Silvia Hindorff Steffi Kraker Katharina Rensch Karola Sube Birgit Süss                                                      | Gimnasia artística | Concurso completo por eqs. F      |
| Steffi Kraker | Gimnasia artística | Asimétricas F                     |
| Maxi Gnauck | Gimnasia artística | Suelo F                           |
| Frank Mantek | Halterofilia       | 90 kg M                           |
| Karl-Heinz Lehmann | Judo               | –71 kg M                          |
| Harald Heinke | Judo               | –78 kg M                          |
| Detlef Ultsch | Judo               | –86 kg M                          |
| Dietmar Lorenz | Judo               | –95 kg M                          |
| Roger Pyttel | Natación           | 200 m mariposa M                  |
| Ines Diers | Natación           | 100 m libre F                     |
| Carmela Schmidt | Natación           | 200 m libre F                     |
| Carmela Schmidt | Natación           | 400 m libre F                     |
| Heike Dähne | Natación           | 800 m libre F                     |
| Petra Riedel | Natación           | 100 m espalda F                   |
| Birgit Treiber | Natación           | 200 m espalda F                   |
| Christiane Knacke | Natación           | 100 m mariposa F                  |
| Rüdiger Helm Bernd Olbricht | Piragüismo         | K2 500 m M                        |
| Olaf Heukrodt | Piragüismo         | C1 500 m M                        |
| Eckhard Leue | Piragüismo         | C1 1000 m M                       |
| Peter Kersten | Remo               | Scull ind. (M1x) M                |
| Martina Schröter | Remo               | Scull ind. (W1x) F                |
| Karin Guthke | Saltos             | Trampolín 3 m F                   |
| Jörg Damme | Tiro               | Foso M                            |